# アジア太平洋安全保障協力会議
アジア太平洋安全保障協力会議（アジアたいへいようあんぜんほしょうきょうりょくかいぎ：CSCAP）とは、アジア太平洋地域における民間の多国間安全保障対話のフォーラム。以下、CSCAPという。

## CSCAPとは
CACAPはアジア太平洋地域の安全保障問題について議論する域内外各国の有識者を中心とした知的フォーラムである。
その設立趣旨は、CSCAP憲章において「アジア域内各国の地域間の信頼醸成と安全保障協力のための構造的なプロセスを提供すること」にあり、主にアジア太平洋地域における民間レベルの外交、トラックⅡ外交の場となっている。